# Campeonato Paulista de Futebol de 1985 - Segunda Divisão
O Campeonato Paulista de Futebol de 1985 - Segunda Divisão foi a 39.ª edição do torneio promovida pela Federação Paulista de Futebol, e equivaleu ao segundo nível do futebol no estado de São Paulo. O Mogi Mirim conquistou o título, enquanto o Novorizontino ficou com o vice. Ambos conquistaram o acesso para o Campeonato Paulista de 1986. À principio a competição teria 53 equipes, mas a Esportiva de Guaratinguetá desistiu.

## Forma de disputa
Primeira fase: As equipes disputam por pontos corridos em dois turnos, com os 4 melhores colocados de cada grupo avançando para a fase seguinte. O último colocado de cada grupo disputa o "Torneio da Morte", que rebaixará duas equipes à divisão inferior.

Segunda fase: Os 16 classificados formam 4 novos grupos, disputado nos mesmos moldes da fase anterior, com o melhor colocado de cada grupo garantindo vaga no Quadrangular Final.

Fase final: Os 4 finalistas disputam por pontos corridos em turno e returno. A equipe que somar mais pontos fica com o título. Campeão e Vice são promovidos à Primeira Divisão.

## Equipes participantes
| Equipe              | Cidade                   |
| ------------------- | ------------------------ |
| Aparecida           | Aparecida do Norte       |
| Araçatuba           | Araçatuba                |
| Bandeirante         | Birigui                  |
| Barretos            | Barretos                 |
| Batatais            | Batatais                 |
| Bragantino          | Bragança Paulista        |
| Candidomotense      | Cândido Mota             |
| Capivariano         | Capivari                 |
| Catanduvense        | Catanduva                |
| Corinthians P.P.    | Presidente Prudente      |
| Cruzeiro            | Cruzeiro                 |
| DERAC               | Itapetininga             |
| Dracena             | Dracena                  |
| EC São Bernardo     | São Bernardo do Campo    |
| Fernandópolis       | Fernandópolis            |
| Ferroviário         | Itu                      |
| Francana            | Franca                   |
| Garça               | Garça                    |
| Ginásio Pinhalense  | Espírito Santo do Pinhal |
| Guaçuano            | Mogi Guaçu               |
| Independente        | Limeira                  |
| Inter de Bebedouro  | Bebedouro                |
| Jaboticabal         | Jaboticabal              |
| Jalesense           | Jales                    |
| Lemense             | Leme                     |
| Linense             | Lins                     |
| Mogi Mirim          | Mogi Mirim               |
| Nacional            | São Paulo                |
| Novorizontino       | Novo Horizonte           |
| Palmeiras           | São João da Boa Vista    |
| Penapolense         | Penápolis                |
| Portuguesa Santista | Santos                   |
| Primavera           | Indaiatuba               |
| Radium              | Mococa                   |
| Rio Branco          | Rio Branco               |
| Rio Claro           | Rio Claro                |
| Rio Preto           | Rio Preto                |
| Saad                | São Caetano do Sul       |
| Saltense            | Salto                    |
| Santa Fé            | Santa Fé do Sul          |
| Sertãozinho         | Sertãozinho              |
| São José            | São José dos Campos      |
| Sãocarlense         | São Carlos               |
| Tanabi              | Tanabi                   |
| Taquaritinga        | Taquaritinga             |
| Taubaté             | Taubaté                  |
| União Barbarense    | Santa Bárbara d'Oeste    |
| União Mogi          | Mogi das Cruzes          |
| União São João      | Araras                   |
| Velo Clube          | Rio Claro                |
| VOCEM               | Assis                    |
| Votuporanguense     | Votuporanga              |

## Primeira fase
Na primeira fase as 52 equipes foram divididas regionalmente em 4 grupos de 13 equipes: Grupo Verde; Grupo Branco; Grupo Amarelo e Grupo Preto,  classificando para a segunda fase as 4 melhores equipes de cada grupo.
| Grupo Verde | Grupo Verde         | Grupo Verde | Grupo Verde | Grupo Verde | Grupo Verde | Grupo Verde | Grupo Verde | Grupo Verde | Grupo Verde |
| Time | Time                | PG          | J           | V           | E           | D           | GP          | GC          | SG          |
| --- | ------------------- | ----------- | ----------- | ----------- | ----------- | ----------- | ----------- | ----------- | ----------- |
| 1 | Taubaté             | 36          | 24          | 14          | 8           | 2           | 35          | 16          | 19          |
| 2 | E.C.São Bernardo    | 36          | 24          | 14          | 8           | 2           | 29          | 13          | 16          |
| 3 | Portuguesa Santista | 29          | 24          | 10          | 9           | 5           | 30          | 19          | 11          |
| 4 | Cruzeiro            | 29          | 24          | 9           | 11          | 4           | 28          | 17          | 11          |
| 5 | Bragantino          | 27          | 24          | 9           | 9           | 6           | 24          | 22          | 2           |
| 6 | Ferroviário         | 25          | 24          | 7           | 11          | 6           | 27          | 23          | 4           |
| 7 | Aparecida EC        | 23          | 24          | 7           | 9           | 8           | 25          | 27          | -2          |
| 8 | Nacional            | 21          | 24          | 6           | 9           | 9           | 22          | 27          | -5          |
| 9 | São José            | 19          | 24          | 5           | 9           | 10          | 17          | 22          | -5          |
| 10 | Primavera           | 19          | 24          | 5           | 9           | 10          | 15          | 24          | -9          |
| 11 | União Mogi          | 18          | 24          | 4           | 10          | 10          | 20          | 38          | -18         |
| 12 | Saad                | 17          | 24          | 5           | 7           | 12          | 23          | 30          | -7          |
| 13 | Saltense            | 13          | 24          | 3           | 7           | 14          | 14          | 30          | -16         |
| PG - pontos ganhos; J - jogos; V - vitórias; E - empates; D - derrotas; GP - gols pró; GC - gols contra; SG - saldo de gols |                     |             |             |             |             |             |             |             |             |

| Grupo Branco | Grupo Branco       | Grupo Branco | Grupo Branco | Grupo Branco | Grupo Branco | Grupo Branco | Grupo Branco | Grupo Branco | Grupo Branco |
| Time | Time               | PG           | J            | V            | E            | D            | GP           | GC           | SG           |
| --- | ------------------ | ------------ | ------------ | ------------ | ------------ | ------------ | ------------ | ------------ | ------------ |
| 1 | Mogi Mirim         | 34           | 24           | 12           | 10           | 2            | 31           | 10           | 21           |
| 2 | Rio Branco         | 32           | 24           | 13           | 6            | 5            | 36           | 16           | 20           |
| 3 | Independente       | 31           | 24           | 12           | 7            | 5            | 25           | 14           | 11           |
| 4 | Lemense            | 30           | 24           | 11           | 8            | 5            | 29           | 14           | 15           |
| 5 | União Barbarense   | 28           | 24           | 10           | 8            | 6            | 26           | 24           | 2            |
| 6 | Capivariano        | 28           | 24           | 9            | 10           | 5            | 32           | 29           | 3            |
| 7 | Palmeiras          | 26           | 24           | 10           | 6            | 8            | 31           | 27           | 4            |
| 8 | União São João     | 22           | 24           | 7            | 8            | 9            | 27           | 31           | -4           |
| 9 | Ginásio Pinhalense | 22           | 24           | 5            | 12           | 7            | 25           | 30           | -5           |
| 10 | Velo Clube         | 20           | 24           | 7            | 6            | 11           | 27           | 33           | -6           |
| 11 | DERAC              | 15           | 24           | 5            | 5            | 14           | 21           | 41           | -20          |
| 12 | Rio Claro          | 14           | 24           | 4            | 6            | 14           | 18           | 38           | -20          |
| 13 | Guaçuano           | 10           | 24           | 2            | 6            | 16           | 15           | 36           | -21          |
| PG - pontos ganhos; J - jogos; V - vitórias; E - empates; D - derrotas; GP - gols pró; GC - gols contra; SG - saldo de gols |                    |              |              |              |              |              |              |              |              |

| Grupo Amarelo | Grupo Amarelo      | Grupo Amarelo | Grupo Amarelo | Grupo Amarelo | Grupo Amarelo | Grupo Amarelo | Grupo Amarelo | Grupo Amarelo | Grupo Amarelo |
| Time | Time               | PG            | J             | V             | E             | D             | GP            | GC            | SG            |
| --- | ------------------ | ------------- | ------------- | ------------- | ------------- | ------------- | ------------- | ------------- | ------------- |
| 1 | Novorizontino      | 33            | 24            | 14            | 5             | 5             | 32            | 16            | 16            |
| 2 | Francana           | 31            | 24            | 11            | 9             | 4             | 22            | 10            | 12            |
| 3 | Barretos           | 29            | 24            | 12            | 5             | 7             | 24            | 21            | 3             |
| 4 | Sãocarlense        | 29            | 24            | 11            | 7             | 6             | 27            | 13            | 14            |
| 5 | Taquaritinga       | 29            | 24            | 9             | 11            | 4             | 26            | 19            | 7             |
| 6 | Sertãozinho        | 28            | 24            | 12            | 4             | 8             | 33            | 20            | 13            |
| 7 | Batatais           | 28            | 24            | 9             | 10            | 5             | 30            | 20            | 10            |
| 8 | Garça              | 23            | 24            | 9             | 5             | 10            | 25            | 31            | -6            |
| 9 | Linense            | 19            | 24            | 7             | 5             | 12            | 18            | 32            | -14           |
| 10 | Catanduvense       | 18            | 24            | 6             | 6             | 12            | 23            | 25            | -2            |
| 11 | Radium             | 17            | 24            | 4             | 9             | 11            | 15            | 30            | -15           |
| 12 | Inter de Bebedouro | 16            | 24            | 4             | 8             | 12            | 22            | 37            | -15           |
| 13 | Jaboticabal        | 12            | 24            | 3             | 6             | 15            | 16            | 39            | -23           |
| PG - pontos ganhos; J - jogos; V - vitórias; E - empates; D - derrotas; GP - gols pró; GC - gols contra; SG - saldo de gols |                    |               |               |               |               |               |               |               |               |

| Grupo Preto | Grupo Preto      | Grupo Preto | Grupo Preto | Grupo Preto | Grupo Preto | Grupo Preto | Grupo Preto | Grupo Preto | Grupo Preto |
| Time | Time             | PG          | J           | V           | E           | D           | GP          | GC          | SG          |
| --- | ---------------- | ----------- | ----------- | ----------- | ----------- | ----------- | ----------- | ----------- | ----------- |
| 1 | Tanabi           | 34          | 24          | 14          | 6           | 4           | 37          | 19          | 18          |
| 2 | VOCEM            | 29          | 24          | 13          | 3           | 8           | 28          | 20          | 8           |
| 3 | Fernandópolis    | 29          | 24          | 11          | 7           | 6           | 28          | 17          | 11          |
| 4 | Araçatuba        | 29          | 24          | 11          | 7           | 6           | 27          | 18          | 9           |
| 5 | Jalesense        | 29          | 24          | 9           | 11          | 4           | 23          | 20          | 3           |
| 6 | Bandeirante      | 28          | 24          | 11          | 6           | 7           | 35          | 18          | 17          |
| 7 | Rio Preto        | 25          | 24          | 10          | 5           | 9           | 21          | 19          | 2           |
| 8 | Votuporanguense  | 24          | 24          | 9           | 6           | 9           | 24          | 23          | 1           |
| 9 | Santa Fé         | 21          | 24          | 9           | 3           | 12          | 31          | 30          | 1           |
| 10 | Corinthians P.P. | 20          | 24          | 6           | 8           | 10          | 21          | 26          | -5          |
| 11 | Candidomotense   | 15          | 24          | 5           | 5           | 14          | 18          | 41          | -23         |
| 12 | Penapolense      | 15          | 24          | 4           | 7           | 13          | 15          | 31          | -16         |
| 13 | Dracena          | 14          | 24          | 4           | 6           | 14          | 16          | 40          | -24         |
| PG - pontos ganhos; J - jogos; V - vitórias; E - empates; D - derrotas; GP - gols pró; GC - gols contra; SG - saldo de gols |                  |             |             |             |             |             |             |             |             |

## Segunda fase
Na Segunda Fase os times são novamente divididos em 4 grupos, classificando o melhor colocado de cada grupo para o Quadrangular Final.
| Grupo Verde | Grupo Verde         | Grupo Verde | Grupo Verde | Grupo Verde | Grupo Verde | Grupo Verde | Grupo Verde | Grupo Verde | Grupo Verde |
| Time | Time                | PG          | J           | V           | E           | D           | GP          | GC          | SG          |
| --- | ------------------- | ----------- | ----------- | ----------- | ----------- | ----------- | ----------- | ----------- | ----------- |
| 1 | Taubaté             | 8           | 6           | 4           | 0           | 2           | 7           | 5           | 2           |
| 2 | E.C.São Bernardo    | 7           | 6           | 3           | 1           | 2           | 10          | 6           | 4           |
| 3 | Portuguesa Santista | 7           | 6           | 3           | 1           | 2           | 8           | 9           | -1          |
| 4 | Cruzeiro            | 2           | 6           | 9           | 11          | 4           | 5           | 10          | -5          |
| PG - pontos ganhos; J - jogos; V - vitórias; E - empates; D - derrotas; GP - gols pró; GC - gols contra; SG - saldo de gols |                     |             |             |             |             |             |             |             |             |

| Grupo Branco | Grupo Branco | Grupo Branco | Grupo Branco | Grupo Branco | Grupo Branco | Grupo Branco | Grupo Branco | Grupo Branco | Grupo Branco |
| Time | Time         | PG           | J            | V            | E            | D            | GP           | GC           | SG           |
| --- | ------------ | ------------ | ------------ | ------------ | ------------ | ------------ | ------------ | ------------ | ------------ |
| 1 | Mogi Mirim   | 9            | 6            | 3            | 3            | 0            | 7            | 3            | 4            |
| 2 | Rio Branco   | 6            | 6            | 2            | 2            | 2            | 4            | 5            | -1           |
| 3 | Lemense      | 5            | 6            | 1            | 3            | 2            | 6            | 8            | -2           |
| 4 | Independente | 4            | 6            | 1            | 2            | 3            | 4            | 5            | -1           |
| PG - pontos ganhos; J - jogos; V - vitórias; E - empates; D - derrotas; GP - gols pró; GC - gols contra; SG - saldo de gols |              |              |              |              |              |              |              |              |              |

| Grupo Amarelo | Grupo Amarelo | Grupo Amarelo | Grupo Amarelo | Grupo Amarelo | Grupo Amarelo | Grupo Amarelo | Grupo Amarelo | Grupo Amarelo | Grupo Amarelo |
| Time | Time          | PG            | J             | V             | E             | D             | GP            | GC            | SG            |
| --- | ------------- | ------------- | ------------- | ------------- | ------------- | ------------- | ------------- | ------------- | ------------- |
| 1 | Novorizontino | 7             | 6             | 2             | 3             | 1             | 8             | 6             | 2             |
| 2 | Barretos      | 6             | 6             | 2             | 2             | 2             | 7             | 7             | 0             |
| 3 | Sãocarlense   | 6             | 6             | 1             | 4             | 1             | 2             | 3             | -1            |
| 4 | Francana      | 5             | 6             | 1             | 3             | 2             | 4             | 5             | -1            |
| PG - pontos ganhos; J - jogos; V - vitórias; E - empates; D - derrotas; GP - gols pró; GC - gols contra; SG - saldo de gols |               |               |               |               |               |               |               |               |               |

| Grupo Preto | Grupo Preto   | Grupo Preto | Grupo Preto | Grupo Preto | Grupo Preto | Grupo Preto | Grupo Preto | Grupo Preto | Grupo Preto |
| Time | Time          | PG          | J           | V           | E           | D           | GP          | GC          | SG          |
| --- | ------------- | ----------- | ----------- | ----------- | ----------- | ----------- | ----------- | ----------- | ----------- |
| 1 | Tanabi        | 8           | 6           | 3           | 2           | 1           | 5           | 3           | 2           |
| 2 | Araçatuba     | 7           | 6           | 2           | 3           | 1           | 5           | 2           | 3           |
| 3 | VOCEM         | 6           | 6           | 2           | 2           | 2           | 3           | 6           | -3          |
| 4 | Fernandópolis | 3           | 6           | 1           | 1           | 4           | 4           | 6           | -2          |
| PG - pontos ganhos; J - jogos; V - vitórias; E - empates; D - derrotas; GP - gols pró; GC - gols contra; SG - saldo de gols |               |             |             |             |             |             |             |             |             |

## Quadrangular final
Os campeões de cada grupo se enfrentam em partidas de ida e volta. Campeão e Vice são promovidos para a 1ª Divisão do Campeonato Paulista.
| Quadrangular Final | Quadrangular Final | Quadrangular Final | Quadrangular Final | Quadrangular Final | Quadrangular Final | Quadrangular Final | Quadrangular Final | Quadrangular Final | Quadrangular Final |
| Time | Time               | PG                 | J                  | V                  | E                  | D                  | GP                 | GC                 | SG                 |
| --- | ------------------ | ------------------ | ------------------ | ------------------ | ------------------ | ------------------ | ------------------ | ------------------ | ------------------ |
| 1 | Mogi Mirim         | 9                  | 6                  | 3                  | 3                  | 0                  | 7                  | 2                  | 5                  |
| 2 | Novorizontino      | 8                  | 6                  | 3                  | 2                  | 1                  | 7                  | 4                  | 3                  |
| 3 | Tanabi             | 6                  | 6                  | 2                  | 2                  | 2                  | 7                  | 8                  | -1                 |
| 4 | Taubaté            | 1                  | 6                  | 0                  | 1                  | 5                  | 4                  | 11                 | -7                 |
| PG - pontos ganhos; J - jogos; V - vitórias; E - empates; D - derrotas; GP - gols pró; GC - gols contra; SG - saldo de gols |                    |                    |                    |                    |                    |                    |                    |                    |                    |

### Jogo decisivo
Na última rodada do Quadrangular Final, três equipes ainda brigavam pelo título. Novorizontino e Tanabi, empatados em 6 pontos, abriram a rodada no Pacaembu precisando da vitória para ultrapassar o líder Mogi Mirim, com 7 pontos, e também por uma vaga na Primeira Divisão. O Novorizontino venceu por 1 a 0 e garantiu ao menos vice, botando pressão no Mogi Mirim, que jogava contra o desinteressado Taubaté no mesmo estádio. Fazendo valer seu favoritismo, o Mogi Mirim venceu por 2 a 0 e foi campeão com méritos.
| 14 de dezembro de 1985 | Mogi Mirim                     | 2 – 0 | Taubaté | Estádio do Pacaembú, São Paulo                                                                     |
|                        | Eliel 43' 1T · Miltinho 34' 2T |       |         | Público: 4 618 pagantes e 1 756 menores Renda: Cr$ 62 260 000,00 Árbitro: Osvaldo dos Santos Ramos |

Mogi Mirim: Fernando, Éderson, Ulisses, Roberto e Haroldo; Oscarzinho (Miltinho), Henrique e Osmarzinho; Silvinho, Donizete (Jorge Demolidor) e Eliel. Técnico: João Magoga

Taubaté: Pizelli, Fidélis, Jair Gonçalves, Ailton e Capone; Almir, Carlos Augusto e Ronaldo; Paulo César (Silvinho), Porto Real e Golias (Luis Carlos). Técnico: Piorra Mendonça

## Premiação
| Campeonato Paulista de 1985 - Segunda Divisão |
| --------------------------------------------- |
| Mogi Mirim Campeão (1º título)                |